# United States Exploring Expedition

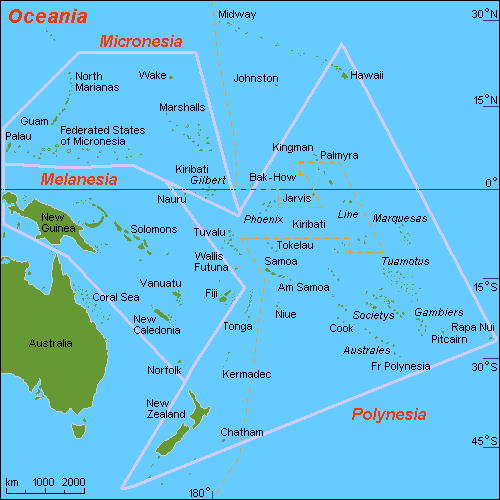
Stilla havet

United States Exploring Expedition, även kallad US Ex Ex och Wilkesexpeditionen, var en omfattande kartläggnings- och forskningsresa huvudsakligen i Stilla havet åren 1838 till 1842.

## Bakgrund
Redan i maj 1828 beslöt USA:s kongress om en forskningsresa jorden runt med offentliga medel. De enda fartyg i statens ägo vid denna tid som kunde klara en sådan resa fanns i flottan varför uppdraget gick till US Navy. Först den 18 maj 1836 beslöts om finansiering till projektet och därefter krävdes ytterligare 2 års förberedelser.
Expeditionen skulle utforska området utifrån en rad vetenskapliga grenar som naturhistoria, botanik, mineralogi och filologi och även utföra noggrann lantmäteri och kartografi. Sammanlagd ingick nio vetenskapsmän i expeditionen.
Den 18 augusti 1838 lämnade en konvoj om 6 fartyg under befäl av Charles Wilkes hamnen i Hampton Roads nära Norfolk, Virginia.
Konvojen bestod av de 2 krigsfartygen "USS Vincennes" och "USS Peacock", 2 skonerter "USS Flying Fish" och "USS Sea Gull", briggen "USS Porpoise" och förrådsfartyget "USS Relief".

## Expeditionen
Rutten gick över Atlanten till Madeira och sedan via Kanarieöarna till Rio de Janeiro dit konvojen anlände den 23 november. Efter underhåll lämnade fartygen Rio den 6 januari 1839 med kurs mot Buenos Aires. Därefter färdades man förbi Eldslandet mot Peru. I maj 1839 förliste "USS Sea Gull" utanför Chile.
Därefter färdades konvojen genom Tuamotuöarna och Samoaöarna mot New South Wales. Efter uppehåll lämnar konvojen Sydney i december 1839 mot Antarktiska oceanen där man upptäckte kontinenten Antarktis väster om Ballenyöarna och döpte området till Wilkes land.
Det är osäkert vem som egentligen först upptäckte kontinenten i dessa bredgrader då franske Jules Dumont d'Urville fanns kring samma tid i området och då upptäckte området Adelie land.
Därefter färdades konvojen åter norrut mot Fijiöarna dit man anlände i juli 1840 och vidare igenom Tokelauöarna och Phoenixöarna mot Hawaiiöarna.
Sedan färdades konvojen mot Juan de Fucasundet i British Columbia och Puget Sound och Columbiafloden i Washington. I juli 1841 förliste "USS Peacock" i Columbiafloden, dock kunde allt vetenskapligt material räddas.

Oregonkusten

Därefter kartlades den nordvästra Stillahavskusten kring nuvarande Oregon från havet och från land. Landexpeditionen anslöt sig till konvojen i San Francisco. Konvojen satte sedan kurs mot Wakeöarna och vidare mot Filippinerna och Borneo. Efter ett uppehåll i Singapore sattes kursen åter mot Polynesien och därefter förbi Godahoppsudden åter mot USA.
Konvojen anlände till New York den 10 juni 1842.

## Resultat
Expeditionen utforskade 280 öar främst i Stilla havet och kartlade cirka 1.300 km kustlinje i Oregon. Vetenskapsmännen samlade in över 60.000 växter och fåglar. Samlingarna förvaras idag i Smithsonian Institution.
Expeditionen bidrog starkt till intresset för och utvecklingen av naturvetenskapen i USA.